# 長頸巨龍屬
長頸巨龍屬（屬名：Giraffatitan）意為「長頸鹿泰坦」，是蜥腳下目腕龍科恐龍的一屬，生存於侏羅紀晚期（啟莫里階到提通階）的東非。長頸巨龍最初被视为腕龍屬的一個種，而被称为布氏腕龍（Brachiosaurus brancai）。過去幾十年來，大部分關於腕龍的科學研究，其實是來自於長頸巨龍，包含身長與體重的估計值、頭顱骨的特徵。而位於柏林自然歷史博物館的腕龍骨架模型，是世界上最高的骨架模型，其實是屬於長頸巨龍的。

## 敘述

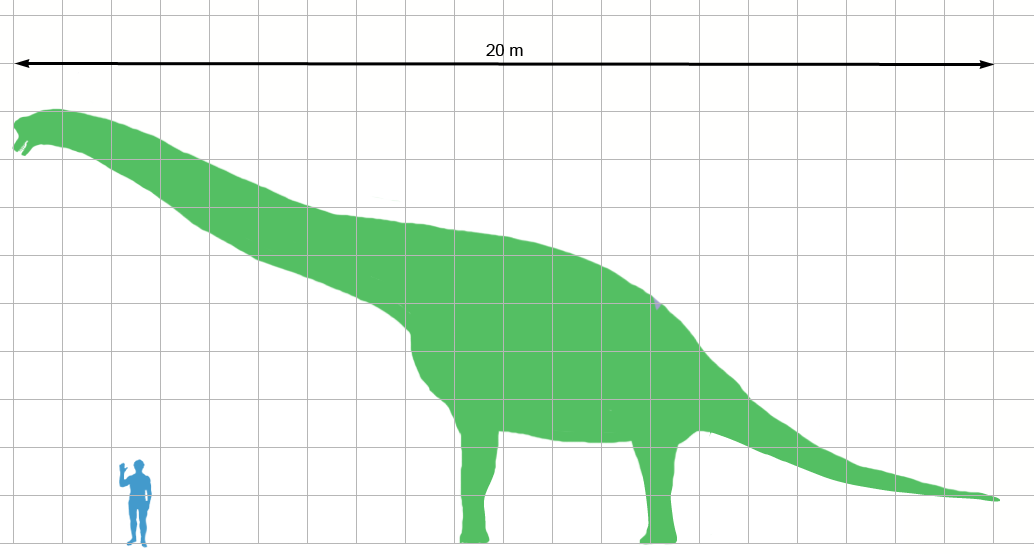
長頸巨龍與人類的體型比較圖

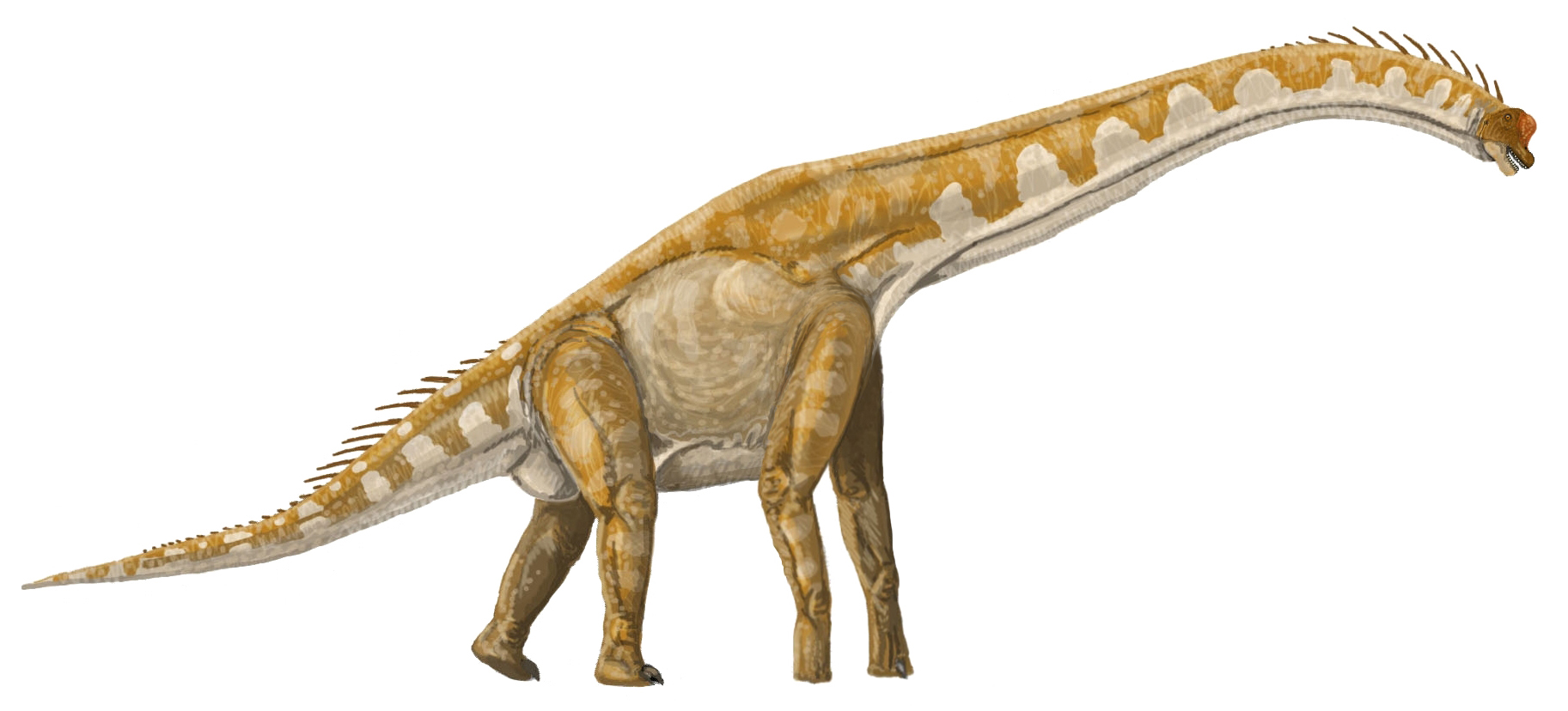
長頸巨龍（布氏腕龍）的想像圖

長頸巨龍屬於蜥腳下目，是種體型巨大的草食性恐龍，具有小型頭部、長頸部、長尾巴。如同其他腕龍科，長頸巨龍的前肢長於後肢，頸部高舉，外形類似長頸鹿。長頸巨龍具有鑿狀牙齒，適合咬碎植物。顱骨具有許多大型洞孔，可以減輕顱骨的重量。前掌的第一指、後掌的前三趾，都具有趾爪。
長期以來，腕龍的典型形象是具有高圓的隆起鼻部，但這特徵目前僅發現於坦尚尼亞的布氏腕龍。由於布氏腕龍目前是獨立的長頸巨龍屬，很有可能腕龍屬本身並沒有高圓的隆起鼻部。

### 體型
在過去數十年，布氏腕龍曾經被認為是世界上最高的恐龍，也是最重的恐龍；雙腔龍也是種巨型恐龍，但化石相當稀少。但後來發現數種泰坦巨龍類恐龍（如阿根廷龍、普爾塔龍、富塔隆柯龍），都比長頸巨龍更重。近年發現的腕龍科波塞東龍，根據目前的不完整化石，可以將頭部高舉過地面達17公尺，是目前最高的恐龍，而體重也可能比長頸巨龍更重。但是，如果以化石完整度為準，長頸巨龍是已知最長的化石較完整恐龍，身長被估計可超過26公尺，頭部可高舉至離地面13公尺。
在過去，長頸巨龍有許多不同的體重估計值，小至15公噸，大至78公噸。腕龍曾長期被認為是體重最重的恐龍，就是來自於78公噸的估計值。但是這些估計值卻有些爭議。戴爾·羅素（Dale Russell）等人的15公噸估計值，是根據較小標本的四肢骨頭，而非根據身體。而內德·科爾伯特（Edwin Harris Colbert）等人的78公噸估計值，則是根據過時、過重的體重模型來估計。一些近年的研究，將骨頭體積、氣囊系統、肌肉列入計算，估計長頸巨龍的體重約為23公噸，或37公噸。

## 分類歷史
在1909到1912年，一個德國挖掘團隊在德屬東非（現今的坦尚尼亞）林迪市附近發現數個蜥腳類恐龍的標本；該地區屬於坦達古魯組（Tendaguru Formation），地質年代為侏羅紀晚期的啟莫里階到提通階，約1億5000萬年到1億4500萬年前。這些標本包含5個部分骨骼，其中有至少3個顱骨、以及一些四肢骨頭。在1914年，德國古生物學家沃納·詹尼斯（Werner Janensch）將這些標本歸類於腕龍屬的一個新種，並命名為布氏腕龍（Brachiosaurus brancai）。

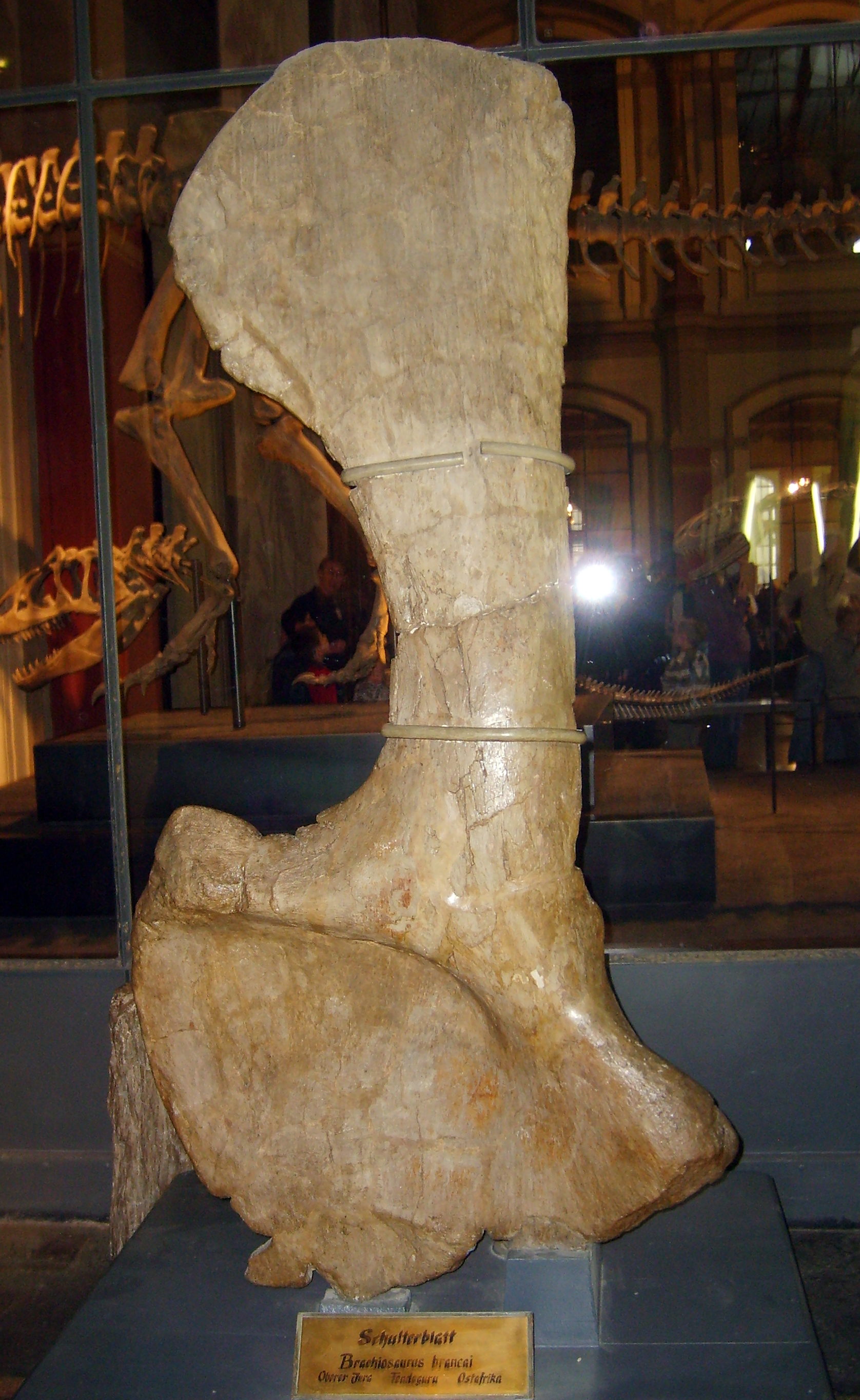
長頸巨龍的肩胛骨，位於柏林自然科學博物館

在1988年，美國古生物學家葛瑞格利·保羅（Gregory S. Paul）發現北美洲的高胸腕龍（B. altithorax）與東非的布氏腕龍之間有許多差異，尤其是身體脊椎的比例，以及高胸腕龍的體型較修長。他將布氏腕龍建立為亞屬，布氏腕龍（長頸巨龍）「B. (Giraffatitan) brancai」。在1991年，喬治·奧利舍夫斯基（George Olshevsky）認為這些差異足以成立新屬，因此正式將牠們建立為獨立的屬，布氏長頸巨龍（Giraffatitan brancai）。
一個1998年的腕龍研究，將一個奧塞內爾·查利斯·馬什（Othniel Charles Marsh）用於重建雷龍的顱骨，鑑定為北美洲的腕龍科顱骨，並標名為Brachiosaurus sp.，可能屬於高胸腕龍。這個頭顱骨的牙齒、隆起鼻部的洞孔較小，較為類似圓頂龍，而不類似長頸巨龍。這個顱骨成為高胸腕龍、長頸巨龍是不同屬的證據之一。
自從長頸巨龍被命名以來，古生物學界普遍不接受腕龍、長頸巨龍是兩個屬的分類法。除了保羅與奧利舍夫斯基的研究以外，很少出現在科學文獻中。在2009年，Michael Taylor公布一項詳細的高胸腕龍、長頸巨龍的比較研究，發現牠們的體型、外形、身體比例、顱骨形狀有顯著的不同，因此長頸巨龍是個有效的獨立屬，不屬於腕龍。

## 古生物學

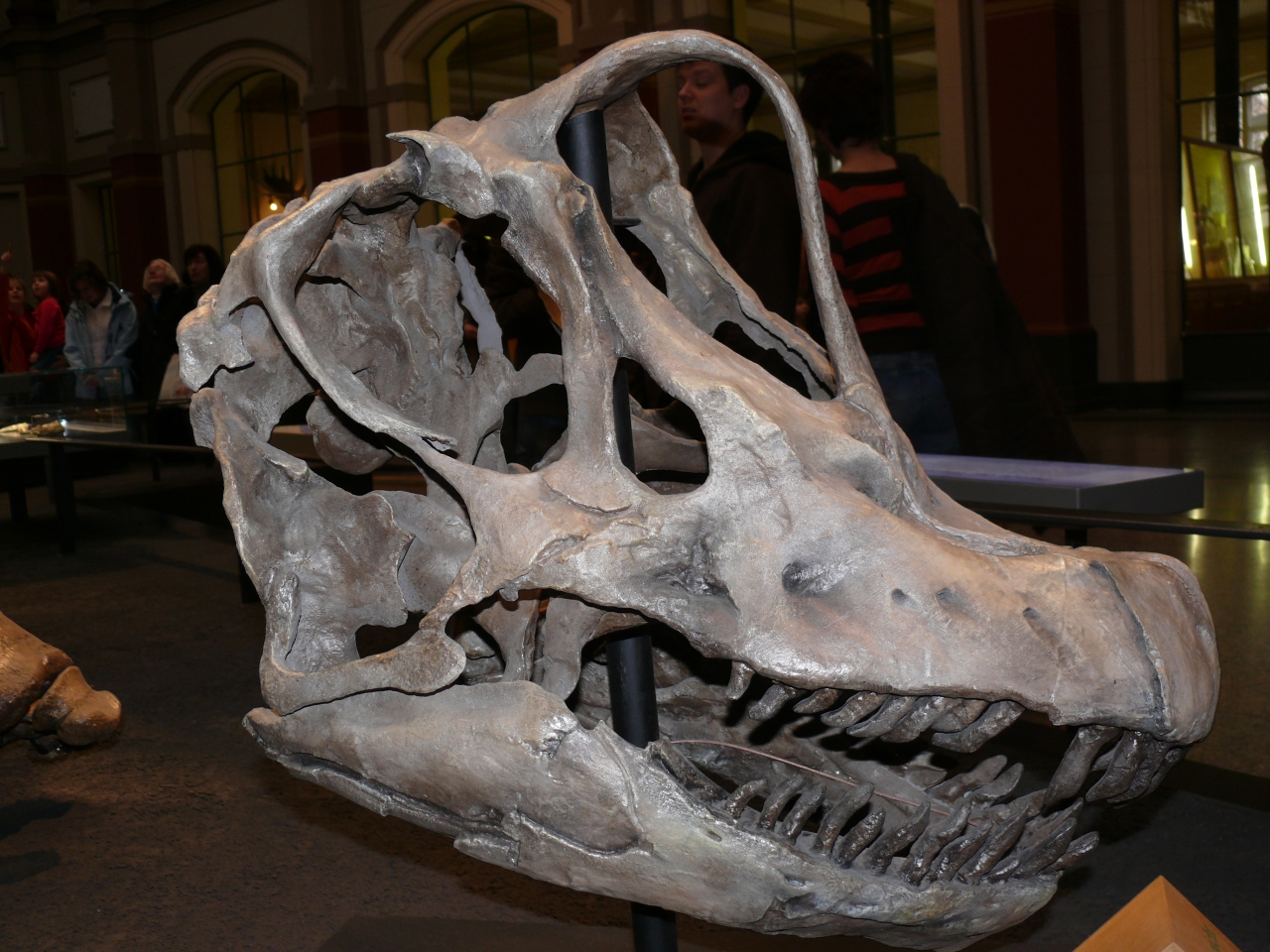
長頸巨龍的顱骨，位於柏林自然科學博物館

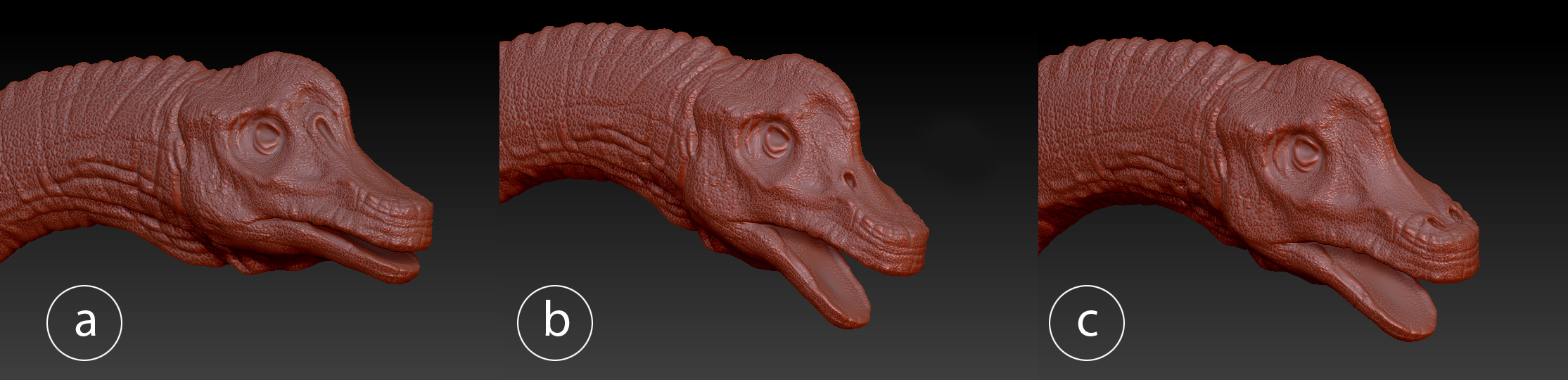
三種不同鼻孔位置的想像圖，目前學界傾向C的位置

### 腦部
腕龍傳統上的特徵是其隆起的頭顱骨，但目前很多科學家都認為這應是長頸巨龍（布氏腕龍）的特徵。与巨大的体型相比，长颈巨龙的大脑相当小，大约300立方厘米。2009年的一项研究计算出其脑化指数（大脑/身体质量比，以粗略估计该动物的智能）相当低，约为0.62或0.79（猫是1，狗是1.2，人是7.8）。長頸巨龍被推測在臀部脊椎有大型脊髓，可能用來協助控制身體的後半部動作。

### 鼻孔位置
自從L.M. Witmer在2001年的《科學》（Science）發表關於恐龍的鼻孔位置研究以來，許多古生物學對於長頸巨龍（布氏腕龍）的外鼻孔位置有不同看法，總計有5個不同位置的理論。
過去曾有一些理論認為許多蜥腳類恐龍具有類似大象的長鼻，包含長頸巨龍（布氏腕龍）在內。根據長頸巨龍的牙齒磨損面，有明顯咬合、撕咬植物造成的磨損；如果牠們具有長鼻，不會藉由嘴部撕咬植物樹葉，牙齒應該會較多咀嚼造成的磨損痕跡。

### 代謝
科學家估計，如果長頸巨龍是恆溫動物，牠需要十年的時間來成長至完全個體。但若牠是變溫動物，牠就需要超過100年的時間來成長至完全個體。如果長頸巨龍是恆溫動物，每天將消耗大量的能量，那每天需要攝取超過182公斤的食物。但如果牠是變溫動物，而每天所消耗的能量及食物需求將非常地少。某些科學家推測長頸巨龍這種大型動物是巨溫性動物。

### 環境與行為
長期以來，由於顱骨的大型鼻部洞孔位在頭頂，長頸巨龍的外鼻孔被認為位在頭頂的高圓鼻部。過去數十年來，科學家認為長頸巨龍的鼻孔類似潛水用的呼吸管，而牠們的大部分時間是生活在水中，以支撐其巨大的體重。但最近的研究認為，蜥腳類恐龍（包含長頸巨龍）是陸棲動物。如果牠們生存在水中，水壓反而會妨礙牠們的呼吸。牠們的四肢過於狹窄，無法有效地在水中移動。在2001年，勞倫斯·威特默（Lawrence Witmer）提出顱骨的鼻部洞孔位於頭頂，但牠們的外鼻孔其實位於口鼻部前端。威特默同時提出，長頸巨龍的高圓鼻部，容納某種肉質的共鳴腔室。

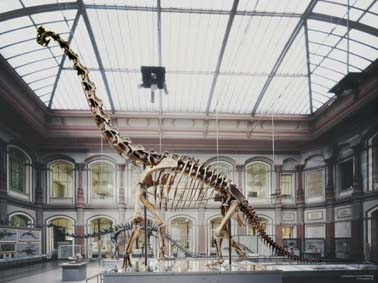
早期版本的布氏腕龍的骨架模型，位於柏林洪堡自然歷史博物館

## 大眾文化
柏林洪堡自然歷史博物館的一個長頸巨龍的骨架模型，被標名為布氏腕龍，由數個實際標本、模型組合而成，是全世界最高的恐龍骨架模型，已列名於金氏世界紀錄，同時也是全世界最大的恐龍骨架模型之一。